# روي غانون
روي غانون (بالإنجليزية: Roy Gagnon)‏ هو لاعب كرة قدم أمريكية أمريكي، ولد في 6 يناير 1913 في منيابولس في الولايات المتحدة، وتوفي في 29 يونيو 2000 في أنوكا في الولايات المتحدة.

## وصلات خارجية
- روي غانون على موقع مرجع كرة القدم المحترفة.كوم (الإنجليزية)
- روي غانون على موقع JustSportsStats.com (الإنجليزية)